# Нижний Бурбук
Нижний Бурбук — деревня в Тулунском районе Иркутской области России. Административный центр Нижнебурбукского муниципального образования.

## География
Находится примерно в 51 км к юго-западу от районного центра — города Тулун.

## Топонимика
Название Бурбук происходит от эвенкийского бурбуки, что на разных диалектах означает тетерев или же чирок-клоктун.

## История
Село было основано в конце XIX века для размещения переселенцев из европейской части Российской империи. Начиная с 1912 и до 1925 года в селе действовала Нижне-Бурбукская Свято-Троицкая церковь.
В 1945—1953 годах входило в состав Икейского района.

## Население
| 2002 | 2010 | 2011 | 2012 |
| ---- | ---- | ---- | ---- |
| 412  | ↘399 | ↘397 | ↘391 |

По данным Всероссийской переписи, в 2010 году в деревне проживало 399 человек (198 мужчин и 201 женщина).